# 정상철 (1945년)
정상철(鄭相澈, 1945년 10월 1일 ~ )은 대한민국의 정치인이다. 제3·4대 강원도의원과 민선 5기 강원도 양양군수를 역임하였다. 본관은 초계(草溪)이며, 강원특별자치도 양양군 출생이다.

## 생애
1945년 강원도 양양군 현남면에서 태어났다. 양양인구초등학교, 양양현남중학교, 주문진수산고등학교(폐교), 강원도립대학교 수산개발학과를 졸업하였다. 정치 입문 전에는 현남농협 조합장을 지냈다. 1991년 지방선거에서 민주자유당 후보로 강원도의회 의원 선거에 출마하여 당선되었다. 1995년 제1회 전국동시지방선거에서 민주자유당 후보로 강원도의회 의원 선거에 출마하여 당선되었다. 1997년부터 1998년까지 강원도의회 부의장을 지냈다. 1998년 제2회 전국동시지방선거에서 무소속 후보로 강원도 양양군수 선거에 출마하였으나 한나라당 오인택 후보에 밀려 낙선하였다. 2006년 제4회 전국동시지방선거에서 무소속 후보로 강원도 양양군수 선거에 출마하였으나 한나라당 이진호 후보에 밀려 낙선하였다. 2010년 제5회 전국동시지방선거에서 무소속 후보로 강원도 양양군수 선거에 출마하였으나 한나라당 이진호 후보에 밀려 낙선하였다. 이진호의 공직선거법 위반으로 치러진 2011년 상반기 재보궐선거에서 민주당 후보로 강원도 양양군수 선거에 출마하여 당선되었다. 2014년 제6회 전국동시지방선거에서 새정치민주연합 후보로 강원도 양양군수 선거에 출마하였으나 새누리당 김진하 후보에 밀려 낙선하였다.

## 학력
- 인구국민학교 졸업
- 현남중학교 졸업
- 주문진수산고등학교(폐교) 졸업
- 강원도립대학교 수산개발학과 전문 학사 졸업

## 경력
- 현남농협 조합장
- 1991.07 ~ 1995.06 제3대 강원도의회 의원
- 1995.07 ~ 1998.06 제4대 강원도의회 의원
- 1997.01 ~ 1998.06 제4대 강원도의회 후반기 부의장
- 2011.04 ~ 2014.06 제29대 강원도 양양군 군수
- 2013.05 ~ 2014.03 민주당
- 2014.03 ~ 2015.12 새정치민주연합
- 2015.12 ~ 더불어민주당

## 역대 선거 결과
|  | 42.3% |

|  | 40.57% |

|  | 32.96% |

|  | 24.80% |

|  | 22.96% |

|  | 50.62% |

|  | 37.71% |